# Ouzbékistan aux Jeux olympiques d'hiver de 2014

L'Ouzbékistan participe aux Jeux olympiques d'hiver de 2014 à Sotchi en Russie du 7 au 23 février 2014. Il s'agit de sa sixième participation à des Jeux d'hiver.

## Patinage artistique
| Athlètes | Épreuves          | Points court | Points court | Points libre | Points libre | Total  | Total |
| Athlètes | Épreuves          | Points       | Rang         | Points       | Rang         | Points | Rang  |
| -------- | ----------------- | ------------ | ------------ | ------------ | ------------ | ------ | ----- |
| Misha Ge | Individuel hommes | 68,07        | 18e Q        | 135,19       | 17e          | 203,26 | 17e   |

## Ski alpin
| Athlète       | Épreuves     | Course 1                 | Course 1 | Course 2                 | Course 2 | Total                    | Total |
| Athlète       | Épreuves     | Temps                    | Rang     | Temps                    | Rang     | Temps                    | Rang  |
| ------------- | ------------ | ------------------------ | -------- | ------------------------ | -------- | ------------------------ | ----- |
| Artem Voronov | Slalom géant | 1 min 37 s 09 (+16 s 01) | 72e      | 1 min 38 s 36 (+15 s 17) | 68e      | 3 min 15 s 45 (+30 s 16) | 67e   |
| Artem Voronov | Slalom       | 1 min 0 s 42 (+13 s 72)  | 70e      | 1 min 10 s 54 (+16 s 60) | 40e      | 2 min 10 s 96 (+29 s 12) | 39e   |

| Athlète           | Épreuves     | Course 1                 | Course 1 | Course 2                 | Course 2 | Total                    | Total |
| Athlète           | Épreuves     | Temps                    | Rang     | Temps                    | Rang     | Temps                    | Rang  |
| ----------------- | ------------ | ------------------------ | -------- | ------------------------ | -------- | ------------------------ | ----- |
| Kseniya Grigoreva | Slalom géant | 1 min 7 s 77 (+15 s 15)  | 54e      | DNF                      | DNF      | -                        | -     |
| Kseniya Grigoreva | Slalom       | 1 min 34 s 56 (+16 s 68) | 67e      | 1 min 36 s 98 (+19 s 08) | 65e      | 3 min 11 s 54 (+34 s 67) | 64e   |